# Lester Flatt
Lester Flatt, (Overton megye, 1914. június 19. – Nashville, 1979. május 11.) amerikai bluegrass-zenész, énekes, gitáros, mandolinos, dalszerző. Bill Monroe zenekarának tagjaként robbant be a zenei életbe az 1940-es években. Számos szóló- és közös munkája volt Earl Scruggs nélkül is. A közönséghez először a "The Ballad of Jed Clampett" című televíziós sorozat főcímzenéjében való részvételével ért el ért el először sikert az 1960-as évek elején.
| Lester Flatt                              | Lester Flatt                              |
| Kattints az alábbi külső linkek egyikére! | Kattints az alábbi külső linkek egyikére! |
| ----------------------------------------- | ----------------------------------------- |
| Nem található szabad kép.(?)              |                                           |
| külső link · jogvédett                    | Beverly Hillbillies (1962)                |

## Pályafutása
Flatt az Amerikai Egyesült Államokban, Tennessee államban, Overton megyében, Duncan's Chapelben született. 1943-tól mandolinozott és tenort énekelt a The Kentucky Pardnersben, Bill Monroe bátyja, Charlie Monroe a zenekarában. Először 1945-ben vált ismertté Bill Monroe Blue Grass Boys nevű együttes tagjaként, ahol hüvelykujj-mutatóujj gitárstílusban játszott; amely Charlie Monroe és Clyde Moody játékmódjából származott.
1948-ban zenekart alapított Monroe egyik volt iskolatársával, Earl Scruggs-szal. A következő húsz évben a Flatt & Scruggs and the Foggy Mountain Boys a bluegrass egyik legsikeresebb zenekara lett.
Amikor 1969-ben elváltak útjaik. Flatt megalapította a Nashville Grasst, és a Foggy Mountain Boys számos tagját alkalmazta. Ezzel a zenekarral folytatta a lemezfelvételeket és a fellépéseket 1979-ben bekövetkezett haláláig. Ritmusgitárosként és énekesként betöltött szerepe ezekben a meghatározó együttesekben segített kikrstályosítani a hagyományos bluegrass hangzását. Szilárd gitárjátéka és gazdag szólóhangja összetéveszthetetlen lett több száz bluegrass standardban. Emlékezetes zeneszerzői kolleciója is.

## Albumok
- 1970: Flatt Out
- 1970: One and Only
- 1971: Flatt on Victor
- 1971: Lester 'N' Mac
- 1972: On the Southbound
- 1972: Foggy Mountain Breakdown
- 1973: Country Boy
- 1973: Over the Hills to the Poorhouse
- 1974: Before You Go
- 1974: Live Bluegrass Festival
- 1974: The Best
- 1975: Flatt Gospel
- 1976: Lester Raymond Flatt
- 1976: Heaven's Bluegrass Band
- 1976: A Living Legend
- 1978: Pickin' Time
- 1979: Fantastic Pickin

## Filmek
- Lester Flatt az IMDb-n

## Díjak
- 1985: Grammy Hall of Fame − Lester Flatt és Earl Scruggs[11]